# Cents
Cents (en luxemburguès: Zens) un dels 24 barris de la ciutat de Luxemburg. El 2012 tenia 5.763 habitants.
Està situat a l'est de la ciutat, té l'estació de ferrocarril nomenada Cents-Hamm, i l'estadi Luxemburg-Cents del Football Club RM Hamm Benfica.